# Sainte-Mesme
Sainte-Mesme ist eine französische Gemeinde mit 910 Einwohnern (Stand: 1. Januar 2022) im Département Yvelines in der Region Île-de-France. Sie gehört zum Arrondissement Rambouillet und zum Kanton Rambouillet (bis 2015: Kanton Saint-Arnoult-en-Yvelines). Die Einwohner werden Sainte-Mesmins genannt.

## Geographie
Sainte-Mesme liegt etwa 54 Kilometer südwestlich von Paris und etwa 15 Kilometer südöstlich von Rambouillet am Fluss Orge. Umgeben wird Sainte-Mesme von den Nachbargemeinden Saint-Arnoult-en-Yvelines im Norden, Dourdan im Osten und Nordosten, Corbreuse im Süden und Südosten, Saint-Martin-de-Bréthencourt im Süden und Westen sowie Ponthévrard im Westen und Nordwesten.
Am nordwestlichen Rand der Gemeinde führt die Autoroute A10 entlang. 

## Bevölkerungsentwicklung
| Jahr                      | 1962 | 1968 | 1975 | 1982 | 1990 | 1999 | 2006 | 2013 |
| Einwohner                 | 525  | 554  | 557  | 741  | 814  | 866  | 841  | 911  |
| Quelle: Cassini und INSEE |      |      |      |      |      |      |      |      |

## Sehenswürdigkeiten
- Kirche Sainte-Mesme, Monument historique
- Schloss Sainte-Mesme, Monument historique
- Herrenhaus Sainte-Mesme, Monument historique

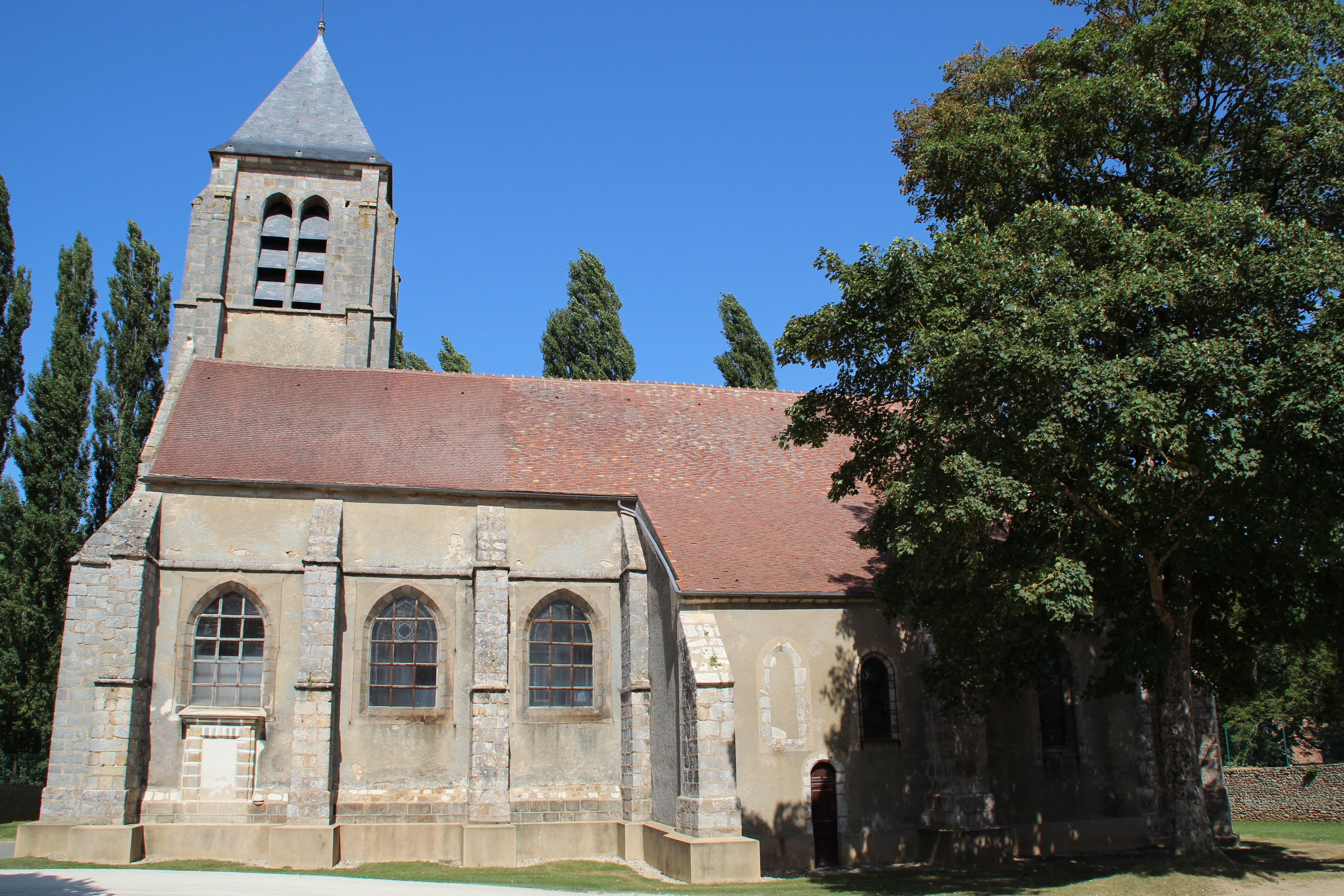
Kirche Saint-Mesme
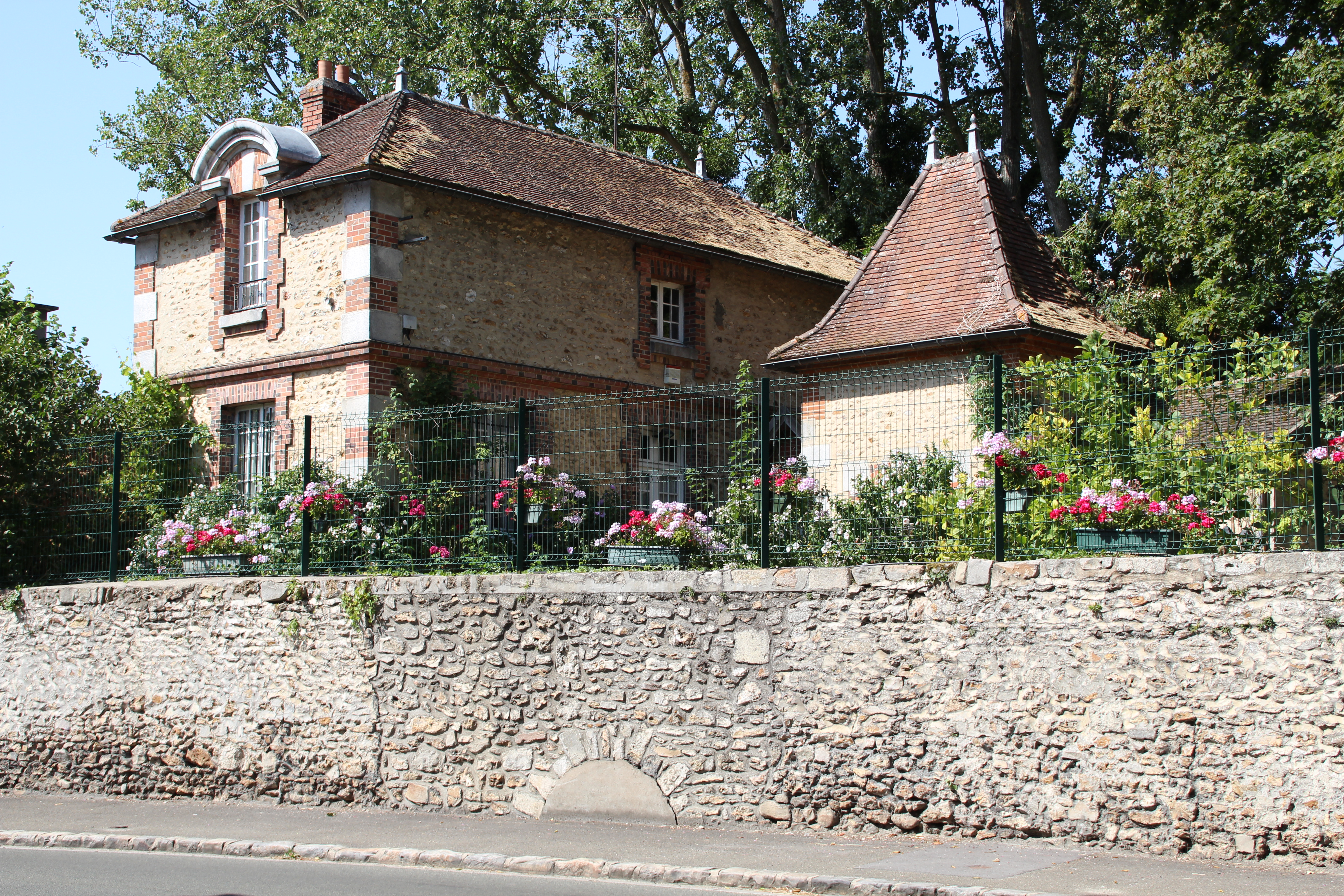
Schloss Sainte-Mesme
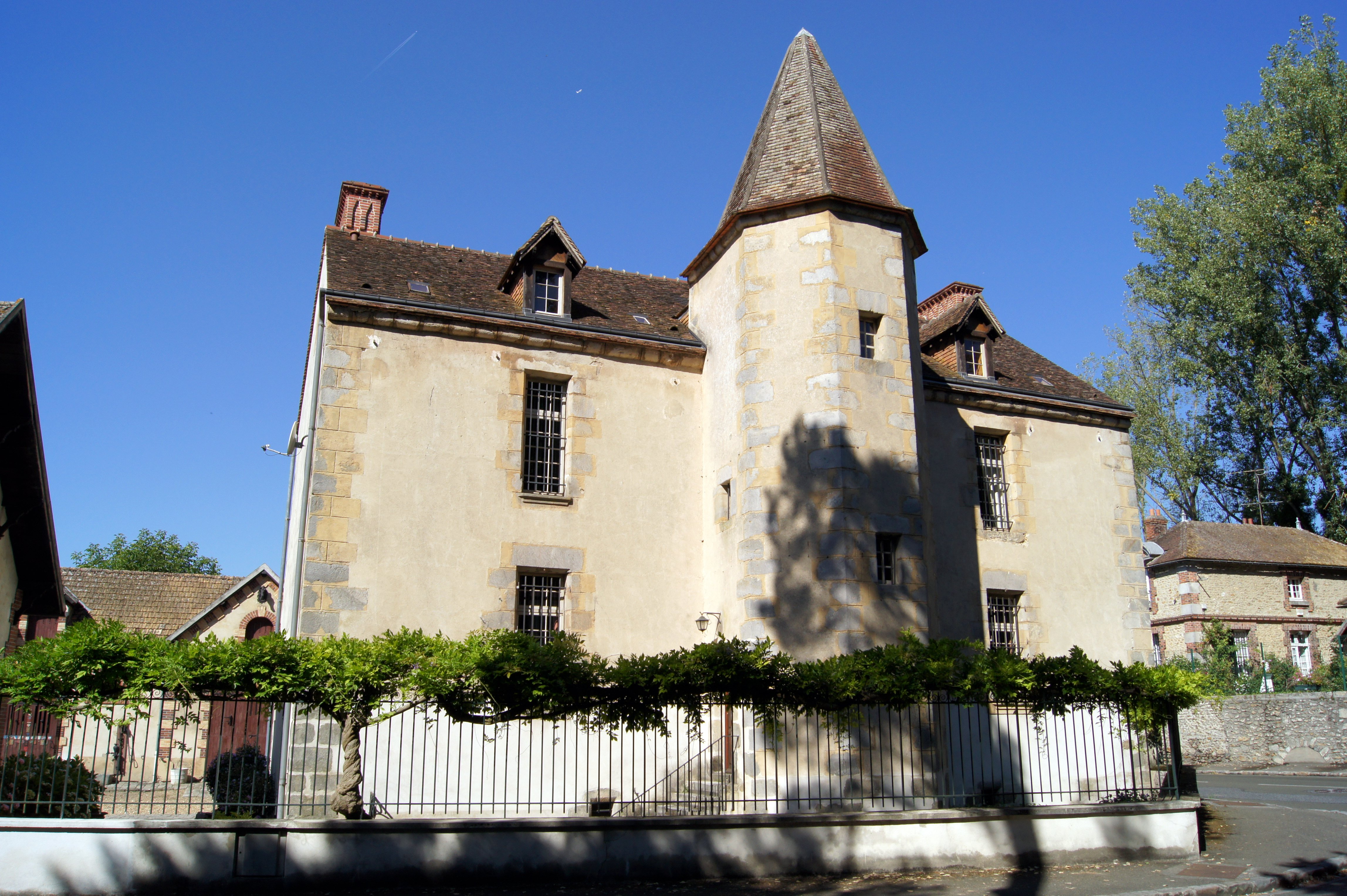
Herrenhaus von Sainte-Mesme

## Persönlichkeiten
- Charles-François Lebrun (1739–1824), Staatsmann
- Auguste Maquet (1813–1888), Schriftsteller